# Bilal
Abū ʿAbd Allāh Bilāl ibn Rabāḥ al-Ḥabashī, “l'Abissino” (in arabo بلال بن رباح الحبشي‎?, Abū ʿAbd Allāh Bilāl ibn Rabāḥ al-Ḥabashī; 580 circa – 642 circa), noto con il nome di Ibn Ḥamāma, dal nome di sua madre (forse una schiava della Mecca o di Sarat), fu Compagno di Muhammad e il primo muezzin dell'Islam.

## Biografia
Di origini etiopiche, nacque verso il 580. Era anch'egli schiavo nel clan dei Jumaḥ. Il nome di suo padre era Rabāḥ.
Secondo alcune fonti il padrone era Umayya ibn Khalaf b. Wahb b. Hudhāfa b. Jumaḥ, un ricco mercante pagano, il quale sottopose Bilāl, invano, a grandi tormenti a causa del suo credo islamico, che egli aveva abbracciato fin da giovane.
Bilāl per questo fu sottoposto a torture dal suo padrone, che tra le altre cose lo obbligava a stendersi sulla sabbia bollente nell'ora più calda del giorno, gli metteva un macigno sul petto, dicendogli che sarebbe rimasto in quella posizione fino alla morte se non avesse abiurato e testimoniato la sua fede in Allat e al-Uzza: ma le uniche parole che Bilāl pronunciava erano: Aḥad! Aḥad! (un solo [Dio]! Un solo [Dio]!). Abū Bakr al-Ṣiddīq, venuto a conoscenza del fatto, decise di affrancarlo.
La maggior parte degli studiosi attesta che Ibn Rabāḥ fu scambiato con uno schiavo di Abū Bakr che non si era voluto convertire all'Islam, mentre altri dicono che fu comprato da Abū Bakr per 7-9 ūqiyya d'oro.
Abū Bakr, subito dopo essere stato liberato, incaricò Bilāl di occuparsi delle provviste per i lunghi viaggi. Più tardi Bilāl passerà al servizio di Maometto.
Bilāl seguì il Profeta anche nell'Egira, andando a vivere nella casa di Abū Bakr.
Per indicare il momento di elezione della preghiera il Profeta pensò di usare uno strumento a fiato, come facevano gli ebrei; ma optò per uno strumento a percussione. Un Emigrato (ʿAbd Allāh b. Zayd b. Thaʿlaba b. ʿAbd Rabbihi) gli raccontò di avere fatto un sogno, in cui un angelo gli mostrava la via migliore per chiamare i fedeli alla preghiera: la voce, e pronunciò l'adhān. A recitare la formula fu allora chiamato Bilāl per la profondità della sua voce.

Bilāl accompagnò il Profeta anche durante la battaglia di Badr, dove uccise il suo vecchio padrone, Umayya b. Khalaf, al grido di: “Possa io morire se continua a vivere!”.
Nel gennaio del 630, presa la Mecca, a Bilāl fu chiesto di recitare per la prima volta l'adhān dal tetto della Kaʿba.
Dopo la morte di Maometto si dice che egli diventasse il muezzin di Abū Bakr, ma che abbia declinato l'invito di ʿUmar a svolgere lo stesso compito. La maggior parte degli storici però ritiene che Bilāl abbia partecipato alle campagne militari in Siria fino alla morte e che abbia recitato l'adhān solamente altre due volte: la prima quando ʿUmar visitò Damasco e la seconda quando Bilal si recò a Medina e al-Ḥasan e al-Ḥusayn gli chiesero di lanciare l'appello alla preghiera.
Bilāl morì nel 20 dell'Egira a Damasco, forse di pestilenza, nella gioiosa certezza di incontrare il Profeta e i suoi compagni già morti.
La sua tomba a Damasco è ancora oggi meta visitatori. Bilal morì senza eredi o discendenti.

## Curiosità
Il nome "Bilal" è stato usato dal giornalista Fabrizio Gatti per infiltrarsi nel Centro di identificazione ed espulsione di Lampedusa, una vicenda raccontata nell'omonimo libro, Bilal.